# Judô nos Jogos Olímpicos de Verão da Juventude de 2010 - Equipes mistas
A competição das equipes mistas do judô nos Jogos Olímpicos de Verão da Juventude de 2010 foi realizada em 25 de agosto no Centro Internacional de Convenções, em Cingapura. O evento envolveu 92 judocas dividos em doze equipes com sete ou oito integrantes (homens e mulheres). Os nomes das equipes homenageavam grandes cidades do mundo.

## Medalhistas
|  | ZZX Equipa mista |  | ZZX Equipa mista |  | ZZX Equipa mista |  | ZZX Equipa mista |
|  | Essen CUB Alex Garcia Mendoza PER Lesly Cano KAZ Kairat Agibayev SVK Andrea Krisandova JPN Miku Tashiro ESP Pedro Rivadulla COD Daryl Lokuku Ngambomo |  | Belgrado NZL Haley Baxter GER Marius Piepke TKM Jennet Geldybayeva MGL Dulguun Otgonbayar RUS Anna Dmitrieva MLT Jeremy Saywell BEL Lola Mansour SEN Babacar Cisse |  | Tóquio MRI Gaelle Nemorin TUR Batuhan Efemgil KOR Seul Bi Bae ITA Fabio Basile HON Kevin Fernandez ISR Rotem Shor UKR Kseniya Darchuk AND Patrik Ferreira Martins |  | Cairo AUT Christine Huck BIH Eldin Omerovic IND Neha Thakur CRC Andrea Guillen UZB Mansurkhuja Muminkhujaev CRO Barbara Matic VEN Pedro Pineda ROU Ioan Visan |

## Equipes
| Equipe     | Integrantes | Equipe   | Integrantes | Equipe    | Integrantes |
| ---------- | --- | -------- | --- | --------- | --- |
| Barcelona  | FRA Julia Rosso-Richetto IND Subash Yadav TPE Yu-Chun Wu USA Maxamillian Schneider EST Natalia Rak AUT Michael Greiter UZB Gulzona Matniyazova KGZ Bolot Toktogonov | Chiba    | HAI Dielourdes Joseph FIJ Marius Diau Bauro ROU Alexandra Pop DEN Phuc Cai GEO Sophio Beridze MNE Rijad Dedeic JPN Ryosuke Igarashi                          | Nova York | USA Katelyn Bouyssou UKR Dmytro Atanov ALB Julanda Bacaj BRA Matheus Machado TUR Dilara Incedayi MDA Ghenadie Pretivatii BIH Milica Savic SRB Mateja Glusac        |
| Belgrado   | NZL Haley Baxter GER Marius Piepke TKM Jennet Geldybayeva MGL Dulguun Otgonbayar RUS Anna Dmitrieva MLT Jeremy Saywell BEL Lola Mansour SEN Babacar Cisse           | Essen    | CUB Alex Garcia Mendoza PER Lesly Cano KAZ Kairat Agibayev SVK Andrea Krisandova JPN Miku Tashiro ESP Pedro Rivadulla COD Daryl Lokuku Ngambomo              | Osaka     | CAM Sothea Sam YEM Abdulrahman Anter SIN Jing Fang Tang ARU Brandon Arends LTU Laura Naginskaite GRE Alexios Ntanatsidis GER Natalia Kubin ARG Bruno Abel Villalba |
| Birmingham | COM Fahariya Takidine CAN Ecaterina Guica PRK Song Chol Hyon BOT Neo Kapeko SIN Chin Jie Lim BAR Kadijah Maxwell HUN Krisztian Toth                                 | Hamilton | BAH Cynthia Rahming SMR Paolo Persoglia ITA Odette Giuffrida ARM Davit Ghazaryan HAI Wildjie Vertus KOR Jae Hyung Lee SRB Una Svetlana Tuba LBA Anis Shalabi | Paris     | HUN Barbara Batizi LIE Patrick Marxer POL Maja Rasinska IRI Farshid Ghasemi Asl CMR Sophina Arrey RUS Khasan Khalmurzaev ALG Sana Khelifi MEX Fernando Vanoye      |
| Cairo      | AUT Christine Huck BIH Eldin Omerovic IND Neha Thakur CRC Andrea Guillen UZB Mansurkhuja Muminkhujaev CRO Barbara Matic VEN Pedro Pineda ROU Ioan Visan             | Munique  | BLR Vita Valnova LTU Kestutis Vitkauskas PRK Un Ju Ri GEO Beka Tugushi AZE Jalil Jalilov LIB Caren Chammas ISR Yakov Mamistavalov                            | Tóquio    | MRI Gaelle Nemorin TUR Batuhan Efemgil KOR Seul Bi Bae ITA Fabio Basile HON Kevin Fernandez ISR Rotem Shor UKR Kseniya Darchuk AND Patrik Ferreira Martins         |

## Resultados
|  | Preliminares | Preliminares | Preliminares |  |  | Quartas de final | Quartas de final | Quartas de final |   |        | Semifinais | Semifinais | Semifinais |  |  | Final | Final | Final |
|  |              |              |              |  |  |                  |                  |                  |   |        |            |            |            |  |  |       |       |       |
|  |              |              |              |  |  |                  |                  |                  |   |        |            |            |            |  |  |       |       |       |
|  |              |              |              |  |  | Chiba            | Chiba            | 2                |   |        |            |            |            |  |  |       |       |       |
|  | Munique      | Munique      | 3            |  |  | Essen            | Essen            | 5                |   |        |            |            |            |  |  |       |       |       |
|  | Essen        | Essen        | 4            |  |  |                  |                  |                  |   | Essen  | Essen      | 5          |            |  |  |       |       |       |
|  | Cairo        | Cairo        | 5            |  |  |                  | Cairo            | Cairo            | 2 |        |            |            |            |  |  |       |       |       |
|  | Birmingham   | Birmingham   | 2            |  |  | Hamilton         | Hamilton         | 4                |   |        |            |            |            |  |  |       |       |       |
|  |              |              |              |  |  | Cairo            | Cairo            | 4                |   |        |            |            |            |  |  |       |       |       |
|  |              |              |              |  |  |                  |                  |                  |   |        | Essen      | Essen      | 6          |  |  |       |       |       |
|  |              |              |              |  |  |                  | Belgrado         | Belgrado         | 1 |        |            |            |            |  |  |       |       |       |
|  |              |              |              |  |  | Tóquio           | Tóquio           | 4                |   |        |            |            |            |  |  |       |       |       |
|  | Tóquio       | Tóquio       | 5            |  |  | Nova York        | Nova York        | 4                |   |        |            |            |            |  |  |       |       |       |
|  | Paris        | Paris        | 3            |  |  |                  |                  |                  |   | Tóquio | Tóquio     | 3          |            |  |  |       |       |       |
|  | Barcelona    | Barcelona    | 3            |  |  |                  | Belgrado         | Belgrado         | 5 |        |            |            |            |  |  |       |       |       |
|  | Osaka        | Osaka        | 5            |  |  | Osaka            | Osaka            | 4                |   |        |            |            |            |  |  |       |       |       |
|  |              |              |              |  |  | Belgrado         | Belgrado         | 4                |   |        |            |            |            |  |  |       |       |       |
|  |              |              |              |  |  |                  |                  |                  |   |        |            |            |            |  |  |       |       |       |